# Альгірдас Греймас
Альґірдас Греймас (Альґірдас Юлюс Греймас, лит. Algirdas Julius Greimas; 9 травня 1917, Тула — 27 лютого 1992, Париж) — литовский і французький лінгвіст, фольклорист та літературознавець.

## Біографія
Закінчив гімназію в Маріамполі (Литва). У 1934—1935 рр. вивчав право в Університеті Вітаутаса Великого в Литві й лінгвістику в Греноблі (1936—1939), досліджував франкопровансальські діалекти. У 1939 році повернувся в Литву для проходження військової служби. З 1944 року знову працював у Франції, в 1949 році отримав докторський ступінь в Сорбонні. Викладав на філологічному факультеті в університеті Александрії (1939), а також університетах Анкари (1958), Стамбула (1960) та Пуатьє (1962). З 1963 року очолював семіотичні дослідження в Парижі (семіо-лінгвістична дослідницька група в Практичній школі вищих знань), став одним із засновників Паризької семіотичної школи. Похований на Петрашунському цвинтарі в Каунасі, поруч із могилою матері.
У 1960 році Альґірдас разом з Жаком Дюбуа, Жаном-Клодом Шевальє та А. Міттераном заснував Товариство вивчення французької мови, а у 1964 р. (з Р. Бартом, Ж. Дюбуа та Б. Кемада) — журнал «Langages». Також керував семіо-лінгвістичною групою у Практичній школі вищих знань.

## Професійна діяльність
Автор лексикографічних і лексикологічних праць (укладач словника старофранцузької мови), праць із теорії структурної семантики і наративного синтаксису. З 1970-х років займався вивченням і реконструкцією литовської міфології, спираючись на структуралістські методи Клода Леві-Стросса, Жоржа Дюмезиля і Марселя Детьєна. Його внесок полягає у поєднанні французького структуралізму з досягненнями російського формалізму.

## Основні праці
1. Sémantique structurale: Recherche de méthode (Структурна семантика: пошук методу).
2. Про богів та людей: дослідження з литовської міфології. — Київ: Вид. дім «Києво-Могилянська академія», 2018. — 464 с.[6]